# 斯蒂法诺·吉奥
斯蒂法诺·吉奥(Stefano Gori，1996年3月9日—）是意大利的職業足球運動員，司職守門員，現効力意大利丙組足球聯賽球會Union Brescia。

## 俱乐部生涯
2017年5月18日，他在与SPAL的比赛中为巴里首次亮相乙级联赛。
2020年6月28日，他加盟尤文图斯。
2021年1月15日，他被租借到比萨，直到赛季结束。6月21日，被租借到科木。

## 外部連結
- Soccerway資料庫：斯蒂法诺·吉奥